# Sebastián Vilar
Washington del Río Silva (Montevideo, 1943 - Ituzaingó, Buenos Aires, 2013), más conocido como Sebastián Vilar, fue un actor uruguayo de teatro y televisión que hizo su carrera en Argentina.
Fue durante años famoso por su dupla en telenovelas con Gabriela Gili.

## Carrera
Vilar comenzó su carrera de actor en el teatro en Uruguay. Luego viajó a la Argentina donde pasó a la pantalla chica, y se hizo popularmente conocido por formar una pareja químicamente aceptable por el público telenovelesco con la joven Gabriela Gili durante la década de 1970.
Junto a Gili debutó en la telenovela Yo compro a esta mujer producida por Jacinto Pérez Heredia junto a Pedro Aleandro. Formaron unas de las parejas románticas televisivas más populares de esa década en ficciones escritas por Alma Bressan  como Una vida para amarte, Una luz en la ciudad, Así amaban los héroes y Esta mujer es mía.
En la televisión pudo compartir pantalla con grandes artistas como Fernanda Mistral, Perla Santalla, Víctor Laplace, Alberto Plaza, entre otros. También actuó en otros ciclos como La comedia de los martes, Malevo, El mundo del espectáculo.
Además fue actor de fotonovelas junto a Elsa Daniel en Tu eres mi vida y en Extraña situación.

## Televisión
| Año       | Telenovela                       | Canal    |
| --------- | -------------------------------- | -------- |
| 1969      | Yo compro esta mujer             | Canal 13 |
| 1970      | Una vida para amarte             | Canal 13 |
| 1970      | La comedia de los martes         | Canal 13 |
| 1970      | Así en la villa como en el cielo | Canal 13 |
| 1971      | Así amaban los héroes            | Canal 13 |
| 1971      | Una luz en la ciudad             | Canal 13 |
| 1971      | Esta mujer es mía                | Canal 13 |
| 1972      | Malevo                           | Canal 9  |
| 1973      | Cacho de la esquina              | Canal 13 |
| 1973/1974 | El mundo del espectáculo         | Canal 13 |
| 1974/1975 | Alta comedia                     | Canal 13 |

## Fotonovelas
- Crepúsculo, con Alicia Bruzzo, para la Revista Contigo (1971).
- Muros de sospechas, con Gabriela Gili, para la Revista Contigo (1970).